# Opera Królewska w Sztokholmie
Opera Królewska (szw. Kungliga Operan) – opera znajdująca się w stolicy Szwecji Sztokholmie.
Od 30 września 1782 opera mieściła się w budynku przy skwerze Gustawa Adolfa, ale w końcu XIX wieku z obawy przed pożarem architektowi Axelowi Anderbergowi zlecono zaprojektowanie nowego gmachu. W 1898 konsorcjum prywatne przekazało nowy budynek państwu.
Budynek utrzymany jest w stylu neorenesansowym i harmonizuje kolorystycznie z Pałacem Królewskim i gmachem parlamentu. Klatka schodowa z plafonem Axela Jungstedta przypomina tę w Operze Paryskiej. Ten sam artysta jest autorem portretu Oskara II wiszącego w złotym, 28-metrowej długości, foyer (Guldfoajén), którego dekoracyjne malowidła wykonał Carl Larsson.
Spośród przedstawień na scenie Opery Królewskiej 60 procent to opera, a 40 procent balet. 